# Peter Maassen
Peter Maassen (Duisburg, 9 december 1810 – Falkensteig, 2 augustus 1890) was een Duits entomoloog. 

## Levensloop
Maassen werd op 9 december 1810 geboren in Duisburg. Aanvankelijk wilde hij geestelijke worden, maar hij ging uiteindelijk bij de Bergisch-Märkische Eisenbahn-Gesellschaft werken, waar hij ongeveer 36 jaar bleef en opklom tot de rang van hoofdinspecteur. Gedurende deze tijd was hij aanvankelijk gestationeerd in Aix-la-Chapelle, maar werd daarna overgeplaatst naar Elberfeld, vanwaar hij naar Düsseldorf verhuisde. 
Peter Maassen slaagde erin een zeer uitgebreide collectie van Europese en exotische vlinders te verzamelen. Hiervoor reisde hij onder andere in verschillende delen van Duitsland, Zwitserland en Italië. Hij bezocht ook meer dan eens Parijs en Londen. Zijn wetenschappelijke publicaties waren niet omvangrijk. Zijn belangrijkste werk was zijn Beiträge zur Schmetterlingskunde, bestaande uit een reeks illustraties van Saturniidae, waarvan vijf delen met tussenpozen werden gepubliceerd. Het eerste deel verscheen in 1869. In de latere delen werd hij bijgestaan door zijn vriend Gustav Weymer. Verder publiceerde hij voornamelijk recensies of verslagen in de Stettiner Entomologischer Zeitung over wat hij tijdens zijn omzwervingen had verzameld. 
Maassen bleef tot het laatst toe geïnteresseerd in entomologie. In juli 1890 ging hij een tocht maken door het Zwarte Woud. Op 2 augustus was hij in Falkensteig in gezelschap van zijn nichtje toen zij die ochtend ontdekte dat hij 's nachts plotseling was overleden. Hij is begraven in Erkrall bij Düsseldorf naast zijn vrouw.
- Gemeinsame Normdatei: 1194077005
- Virtual International Authority File: 3158155286671887180007
- WorldCat: E39PBJgMvYvy4f6TxRFJMYm8G3